# キープ・イット・シンプル
『キープ・イット・シンプル』（Keep It Simple）は、北アイルランドのミュージシャン、ヴァン・モリソンが2008年に発表した33作目のスタジオ・アルバム。

## 背景
2000年以降のモリソンのアルバムにはカヴァー曲が含まれていたが、本作は1999年の『バック・オン・トップ』以来の全曲オリジナルによるアルバムとなった。かつてモリソンのバンドのギタリストだったジョン・プラタニアは、前スタジオ・アルバム『ペイ・ザ・デヴィル』（2006年）のリリースに伴うツアーで再びモリソンと合流し、本作でも6曲に参加した。
アメリカではCDに加えて2枚組LPとしても発売され、LPのA面からC面にアルバム本編、D面には2008年1月26日録音のライヴ音源3曲が収録された。

## 反響・評価
アメリカでは2008年4月19日付のBillboard 200で初登場10位となり、ソロ・デビューから41年目にして自身初の全米トップ10アルバムとなった。全英アルバムチャートでは7週トップ100入りして最高10位を記録し、自身12作目の全英トップ10アルバムとなった。ノルウェーでは2008年第14週のアルバム・チャートで初登場7位となり、同国において自身13度目のトップ10入りを果たした。
Stephen Thomas Erlewineはオールミュージックにおいて5点満点中3点を付け「彼は自分の音楽から、何年も前のベーシックな部分を剥き出しにして、ブルース、ジャズ、ソウル、カントリーを同等に含むグルーヴに気持ち良く乗ってみせた」「何の驚きもないが、このアルバムを楽しく感じられれば、別に驚くべきことなど必要ない」と評している。また、デイヴ・ヒートンはポップマターズにおいて10点満点中7点を付け「楽器の数は少なく、密度も薄い」「こうした最小限のアプローチによって、モリソンのバンドの演奏が際立ち、そして何より、彼の歌声が常に最も際立つようになっている」と評している。

## 収録曲
全曲ともヴァン・モリソン作。
1. ハウ・キャン・ア・プア・ボーイ - "How Can a Poor Boy?" – 5:43
2. スクール・オブ・ハード・ノックス - "School of Hard Knocks" – 3:44
3. ザッツ・エンターテインメント - "That's Entrainment" – 4:31
4. ドント・ゴー・トゥ・ナイトクラブズ・エニーモア - "Don't Go to Nightclubs Anymore" – 4:30
5. ラヴァー・カム・バック - "Lover Come Back" – 5:15
6. キープ・イット・シンプル - "Keep It Simple" – 3:33
7. エンド・オブ・ザ・ランド - "End of the Land" – 3:16
8. ソング・オブ・ホーム - "Song of Home" – 4:12
9. ノー・シング - "No Thing" – 4:31
10. ソウル - "Soul" – 3:36
11. ビハインド・ザ・リチュアル - "Behind the Ritual" – 6:58

### LPボーナス・トラック
1. "Blue and Green"
2. "Little Village"
3. "And the Healing Has Begun"

## 参加ミュージシャン
- ヴァン・モリソン - ボーカル、アコースティック・ギター、ウクレレ、ピアノ、サクソフォーン
- ジョン・アレア - ハモンドオルガン(on #1, #4, #5, #7, #8, #9, #11)
- ジェレイント・ワトキンス - ピアノ(on #2, #10)、アコーディオン(on #6)
- ジョン・プラタニア - ギター(on #1, #4, #5, #7, #8, #9)
- ネッド・エドワーズ - ギター(on #1, #4, #5, #7, #8)、ハーモニカ(on #1)、バッキング・ボーカル(on #7)
- ミック・グリーン - ギター(on #2, #3, #6, #10, #11)
- サラ・ジョリー - スティール・ギター(on #4, #8)
- シンディ・キャッシュダラー - スティール・ギター(on #5, #9)
- クロウフォード・ベル - アコースティック・ギター(on #8)、バッキング・ボーカル(on #1, #2, #4, #5, #7, #8, #9, #10, #11)
- ポール・ムーア - ベース(on #1, #2, #3, #4, #6, #7, #8, #10, #11)
- デヴィッド・ヘイズ - ベース(on #5, #9)
- ニール・ウィルキンソン - ドラムス
- リアム・ブラッドリー - パーカッション(on #1, #4, #5, #7, #8, #10, #11)
- トニー・フィッツギボン - フィドル(on #1)、マンドリン(on #8)
- マーゴ・ブキャナン - バッキング・ボーカル(on #1, #4, #8)
- スティーヴィー・ランジ - バッキング・ボーカル(on #1, #4, #8)
- カレン・ハミル - バッキング・ボーカル(on #2, #5, #7, #9, #10, #11)
- ジェローム・リムソン - バッキング・ボーカル(on #2, #10, #11)
- ケイティ・キスーン - バッキング・ボーカル(on #5, #7, #9)